# Stigmatodactylus celebicus
Stigmatodactylus celebicus är en orkidéart som beskrevs av Rudolf Schlechter. Stigmatodactylus celebicus ingår i släktet Stigmatodactylus och familjen orkidéer.
Artens utbredningsområde är Sulawesi. Inga underarter finns listade i Catalogue of Life.